# ジャサイア
マラキ＝フリー・ジャサイア・ペイト（Malachi-Phree Jasiah Pate、1996年10月19日 - ）は、ジャサイア（Jasiah）として知られる、オハイオ州デイトン出身のアメリカ合衆国のラッパー、ソングライター、レコードプロデューサーである。現在はアトランティック・レコードと契約している。彼はシャウトするようなボーカルと不気味な歌詞で知られている。

## キャリア
2011年、ジャサイアはソフトウェアのGarage BandとAbletonを使ってビートメイキングを始めた。2014年には、初のプロジェクト『#CheckOutMySoundcloud』をリリースした。2017年、彼の楽曲「HaHaHaHa」が、彼のガールフレンドがアメリカのラッパー、アグリー・ゴッドに曲を送った後、彼がソーシャルメディアプラットフォームTwitterで共有したことで注目を集めた。彼は、故アメリカ人ラッパーXXXTentacionへのトリビュートであるシングル「Rip X」のリリースで注目を集め始めた。2019年7月、彼はデビューアルバム『Jasiah I Am』をリリースした。2019年4月、アメリカのラッパー6ix9ineとのコラボレーション「Case 19」をリリースした。2019年9月には、ロックバンドブリンク 182のアメリカ人ドラマートラヴィス・バーカーとのコラボレーションシングル「Heartbreak」を、付随するミュージックビデオと共にリリースした。2021年4月、EP『War』をリリースした。2021年6月、アメリカのラッパーデンゼル・カリーとリコ・ナスティとのコラボレーションシングル「Art of War」をリリースした。2023年3月には、セカンドアルバム『3』をリリースした。

## 音楽スタイル
Pitchforkのナディーン・スミスによる賛否両論のレビューの中で、ジャサイアのアルバム『War』における音楽スタイルは次のように述べられている。「ジャサイアの音楽は、最終的には彼のデジタルな出自を示している。『WAR』はハイパーポップ以上に、ラップに対する加速主義的なアプローチを取り、5年分のオンラインシーンやスタイルを貪り食い、それを噛み砕かれたサイケデリックな組み合わせとして吐き出している。彼は聞かせるのに十分な大声で叫ぶが、その叫びが15分以上続くかどうかは判断し難い。」

## ディスコグラフィ

### スタジオ・アルバム
- Jasiah I Am
- NO HOLDS BARRED